# Anoye
Anoye település Franciaországban, Pyrénées-Atlantiques megyében. Lakosainak száma 134 fő (2022. január 1.). Anoye Peyrelongue-Abos, Abère, Baleix, Gerderest, Maspie-Lalonquère-Juillacq, Momy és Samsons-Lion községekkel határos.

## Népesség
A település népességének változása:
| Lakosok száma | 150  | 154  | 155  | 152  | 144  | 139  | 136  | 132  | 128  | 134  |
|               | 2010 | 2013 | 2015 | 2016 | 2017 | 2018 | 2019 | 2020 | 2021 | 2022 |